# Даріо Сільва
Даріо Сільва (ісп. Darío Silva, нар. 2 листопада 1972, Трейнта-і-Трес) — колишній уругвайський футболіст, нападник.

## Клубна кар'єра
У дорослому футболі дебютував 1992 року виступами за команду клубу «Дефенсор Спортінг».
Своєю грою за цю команду привернув увагу представників тренерського штабу клубу «Пеньяроль», до складу якого приєднався 1993 року. Відіграв за команду з Монтевідео наступні два сезони своєї ігрової кар'єри. Більшість часу, проведеного у складі «Пеньяроля», був основним гравцем атакувальної ланки команди. У складі «Пеньяроля» був одним з головних бомбардирів команди, маючи середню результативність на рівні 0,63 голу за гру першості.
1995 року переїхав до Європи, уклавши контракт з італійським «Кальярі», в якому провів три сезони. Наступним клубом гравця став барселонський «Еспаньйол», за який Сільва грав у 1998/99.
1999 року уклав контракт з іншою іспанською командою, «Малагою», у складі якої провів наступні чотири роки своєї кар'єри гравця. Граючи у складі «Малаги» також здебільшого виходив на поле в основному складі команди. В новому клубі був серед найкращих голеодорів, відзначаючись забитим голом в середньому щонайменше у кожній третій грі чемпіонату.
З 2003 року два сезони захищав кольори команди клубу «Севілья». Тренерським штабом нового клубу також розглядався як гравець «основи».
Завершив професійну ігрову кар'єру у клубі «Портсмут», за команду якого виступав 2005 року. У лютому 2006 року контракт клуба з гравцем було розірвано за обопільною згодою і Сільва повернувся на батьківщину.

## Виступи за збірну
1995 року дебютував в офіційних матчах у складі національної збірної Уругваю. Протягом кар'єри у національній команді, яка тривала 11 років, провів у формі головної команди країни 46 матчів, забивши 14 голів.
У складі збірної був учасником чемпіонату світу 2002 року в Японії і Південній Кореї, розіграшу Кубка Америки 2004 року у Перу, на якому команда здобула бронзові нагороди, а також розіграшу Кубка Конфедерацій 1997 року у Саудівській Аравії.

## Автомобільна аварія
Невдовзі після повернення з Європи на батьківщину Сільва отримав важкі ушкодження внаслідок автомобільної аварії. 23 вересня 2006 року на одній з вулиць Монтевідео колишній гравець не впорався з керуванням власним пікапом, результатом чого стало зіткнення з іншим автомобілем і стовбом вуличного освітлення. Сільва отримав черепно-мозкову травму і складний перелом правої ноги. Через складність останнього консиліум лікарів ухвалив рішення про ампутацію правої ноги нижче коліна.
В січні 2009 року Сільва, який виступав з протезом ноги, став учасником благодійного футбольного матчу між збірними Уругваю та Аргентини, в якому навіть реалізува пенальті.

## Титули і досягнення
- Бронзовий призер Кубка Америки: 2004